# Нападник (футбол)

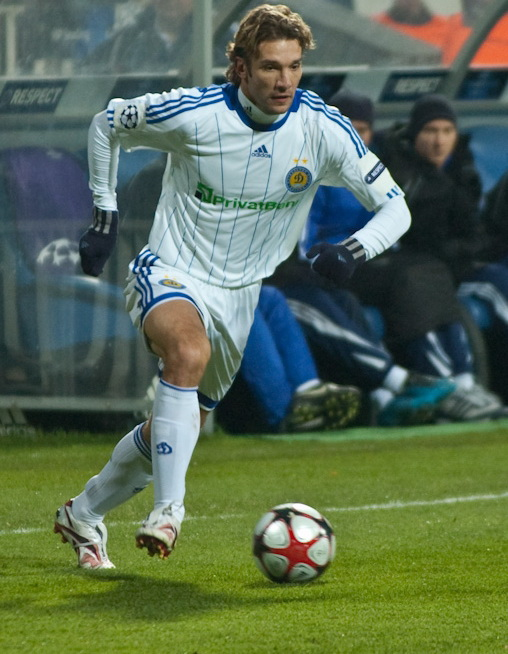
Нападник Андрій Шевченко 2009 рік.

Нападник (у футболі) — гравець, який на полі розташований найближче до воріт супротивника. Головні завдання нападників — забивати голи. Цих гравців також називають форвард (від англ. forward, передній), страйкер (від англ. striker, ударник), бомбардир і таке інше.

## Історія тактики нападу
Головна мета футбольного матчу — перемога. Перемогу можна здобути лише забивши більше голів, ніж суперник. Тому одним з головних гравців завжди були нападники — футболісти, які були швидкими та вміли сильно і точно бити по воротах. У перших футбольних іграх гравці атакували хаотично, не дотримуючись тактичних схем. Згодом гравці поділились на тих, які грають ближче до власних воріт (захисники) і гравці центру поля — півзахисники. Незважаючи на розвиток тактики, головна мета залишилась — забити м'яч у ворота противника.

## Варіанти позицій

### Центрфорвард
У центрального нападника (англ. centre forward) або «чистого форварда» одне завдання — забити м'яч у ворота суперника. Часто він перебуває у штрафному або поруч з ним, постійно шукаючи можливість прийняти м'яч і вдарити по воротах. Таких гравців часто називають «лисицею в клітці», тому що вони переміщаються в основному по штрафному суперника. Їм необов'язково мати високу швидкість, головне — з'явитися в потрібному місці в потрібний час і технічно вдарити по м'ячу.
Інший тип центральних нападників — потужні, фізично розвинені гравці, які вміють добре грати головою і прикривати м'яч. Вся команда працює на те, щоб подавати їм м'ячі, і вони або забивають ударом голови, або, протягують його в штрафний і забивають гол.
Інші забивають голи, заробляючи їх виключно завдяки філігранної техніки володіння м'ячем. Отримуючи передачу, вони на високій швидкості прориваються в штрафний і обманними рухами звільняються від захисту; залишившись наодинці з голкіпером чи порожніми воротами, забивають м'яч у сітку.
Багато гравців грамотно використовують всі прийоми для того, щоб добитися результату. Вони могли скористатися будь-якою можливістю, завдяки своїм широким умінням — здатності читати гру, застосувати нестандартний хід — і забити м'яч у ворота.
Серед нападників такого типу відомі Роналдо, Герд Мюллер, Алан Ширер.

### Відтягнутий форвард
Відтягнутий форвард зазвичай грає між нападниками і півзахистом. Вперше з нападником на такій позиції стала грати збірна Угорщини кінця 1940-х — середини 1950-х років, у якій цю роль виконував Нандор Хідегкуті. Команда Чудових угорців, як її називали тоді, була лідером світового футболу тих років і стала однією з найбільших команд всіх часів.
Популярність цієї позиції принесла збірна Італії; італ. trequartista — гравець, який не грає ні в нападі, ані в півзахисті, але тримає всі нитки гри, як зараз прийнято говорити — плеймейкер.
Незалежно від назви, такий гравець виконує не тільки завдання в нападі, але й оборонні завдання. На це місце вибирається або півзахисник з хорошими атакуючими здібностями, або нападник, здатний грамотно грати у відборі м'яча. Так повелося, що найчастіше гравець цього амплуа має десятий номер.
Серед нападників такого типу відомі Пеле, Денніс Бергкамп, Алессандро Дель П'єро, Франческо Тотті.

## Українські нападники
Найвідомішими українськими нападниками у радянському футболі були Віктор Каневський, Олег Базилевич, Олег Блохін, Володимир Онищенко, Віталій Старухін, Олег Протасов та Ігор Бєланов, а після проголошення незалежності Тимерлан Гусейнов, Віктор Леоненко, Сергій Ребров і Андрій Шевченко.